# Cow Creek
Cow Creek è un census-designated place (CDP) degli Stati Uniti d'America della contea di Sully nello Stato del Dakota del Sud. La popolazione era di 30 abitanti al censimento del 2010. La comunità si trova sulla sponda orientale del lago Oahe.

## Geografia fisica
Secondo lo United States Census Bureau, il CDP ha una superficie totale di 4,74 km², dei quali 4,74 km² di territorio e 0 km² di acque interne (0% del totale).

## Società

### Evoluzione demografica
Secondo il censimento del 2010, la popolazione era di 30 abitanti.

### Etnie e minoranze straniere
Secondo il censimento del 2010, la composizione etnica del CDP era formata dal 96,67% di bianchi, il 3,33% di afroamericani, lo 0% di nativi americani, lo 0% di asiatici, lo 0% di oceanici, lo 0% di altre razze, e lo 0% di due o più etnie. Ispanici o latinos di qualunque razza erano lo 0% della popolazione.